# Месала Випстан Гал
Месала Випстан Гал (на латински: Messalla Vipstanus Gallus) e сенатор на Римската империя през 1 век.
Син е на Марк Випстан Гал (суфектконсул 18 г.) и брат на Луций Випстан Попликола.
През 46 г. Випстан Гал е магистрат в Калес в Кампания. От юли до декември 48 г. той е суфектконсул заедно с Луций Вителий, брат на бъдещия император Вителий, на мястото на брат си Луций Випстан Попликола. След това 52/53 г. е легат на провинция Панония и през 59/60 г. проконсул на провинция Азия.